# Letni Puchar Juniorów w narciarstwie alpejskim 2023
Sezon 2023 Letniego Pucharu Juniorów w narciarstwie alpejskim rozpoczął się 10 czerwca 2023 r. w austriackim Schwarzenbach, zaś ostatnie zawody z tego cyklu zostały rozegrane w dniach 15–17 września tego samego roku w niemieckim Neudorf. Łącznie zorganizowano 20 konkursów dla kobiet i mężczyzn.

## Letni Puchar Juniorów w narciarstwie alpejskim kobiet
Wśród kobiet Letniego Pucharu Juniorów z sezonu 2022 broniła Czeszka Eliška Rejchrtová. Tym razem zwyciężyła Austriaczka Tina Hetfleisch.
W poszczególnych klasyfikacjach triumfowały:
- slalom:  Tina Hetfleisch
- gigant:  Lara Teynor
- supergigant:  Emma Eberhardt
- superkombinacja:  Tina Hetfleisch

## Letni Puchar Juniorów w narciarstwie alpejskim mężczyzn
Wśród mężczyzn Letniego Pucharu Juniorów z sezonu 2022 bronił Włoch Filippo Zamboni. Tym razem zwyciężył Austriak Sebastian Posch.
W poszczególnych klasyfikacjach triumfowali:
- slalom:  Sebastian Posch
- gigant:  Andrea Iori
- supergigant:  Sebastian Posch
- superkombinacja:  Leopold Schön